# Devia xeromorpha
Devia,  es un género monotípico de plantas bulbosas de la familia de las iridáceas, nativo de Sudáfrica. Su única especie es Devia xeromorpha.

## Descripción
Presenta cormos grandes, con túnicas fibrosas y resistentes, una espiga ramificada que lleva numerosas flores actinomorfas, de color rosa con pequeñas brácteas membranosas. El fruto es una cápsula globosa con una o dos semillas por lóculo. Las hojas son inusuales tanto en estructura como en fenologìa. De hecho, son muy fibrosas, aparecen antes que las flores y se hallan totalmente secas en el momento de la antesis. Las bases foliares son persistentes y se acumulan por años formando una masa fibrosa en la base de las plantas. Todas estas características reflejan una adaptación a condiciones xéricas. El género comprende una sola especie, Devia xeromorpha. El número cromosómico básico del género es X=10.

## Taxonomía
Devia xeromorpha fue descrita por Goldblatt & J.C.Manning y publicado en Annals of the Missouri Botanical Garden 77: 362. 1990.
Etimología
Devia: nombre genérico que ha sido acuñado en honor de la doctora Miriam Phoebe de Vos, en reconocimiento por sus investigaciones en el campo de la morfología y la sistemática de las plantas de Sudáfrica. 
xeromorpha: epíteto latíno que significa "xeromorfa", planta que por su morfología externa o por su estructura está adaptada a la sequedad; como los xerófitos.